# 欧洲中世纪狩猎

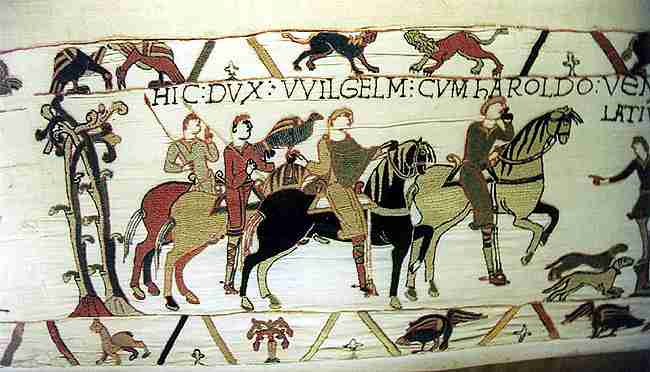
英格兰的威廉一世和哈罗德二世, 貝葉掛毯。

欧洲中世纪狩猎（英語：Medieval hunting）。整个西欧在中世纪，人们会经常猎杀野生动物。这些狩猎活动是一个重要的食物来源，而且这是很少的营养品的主要来源。社会的各个阶层都会从事狩猎活动，但是在欧洲中世纪中期 ，狩猎被视为贵族必不可少的娱乐消遣项目。狩猎活动比起单纯的消遣，它更是重要的社会活动、战争的基本训练和展现贵族的特权的一个重要舞台。狩猎最初的词汇来自于法语，通过法兰克君主颁布的罗马财产法传播开来。

## 历史
形式化的休闲狩猎发生在亚述国王用皇家战场猎杀狮子。在罗马法中，财产权利包括打猎的权利，法兰克墨洛温王朝和加洛林王朝的君主们认为整个王国都是他们的财产，而且同时控制着面积巨大的皇家狩猎场。在墨洛温王朝贵族圣休伯特（死于公元727/728年）的传记中，叙述了为什么狩猎是一项如此让人痴迷的活动。法国卡洛林王朝的查理大帝十分喜欢打猎，直到他72岁去世。
随着法国卡洛林王朝解体，各地的领主都力争保留和独占那些大小不一的狩猎场。在这些大型的狩猎林地——皇家森林里，猎场看守人会看管那些用来狩猎的动物。在皇家森林里，农民无法狩猎，一旦偷猎将会受到严厉处罚。社会的底层阶级狩猎活动大多是捕捉鸟类或其他小动物。
到了16世纪，狩猎保留地有三种，根据其围场的大小和森林法的规定：
1. 森林：大型的不受限荒野区；
2. 追猎场：这通常属于以贵族；
3. 鹿园：封闭的区域，不受森林法管辖。

## 武器

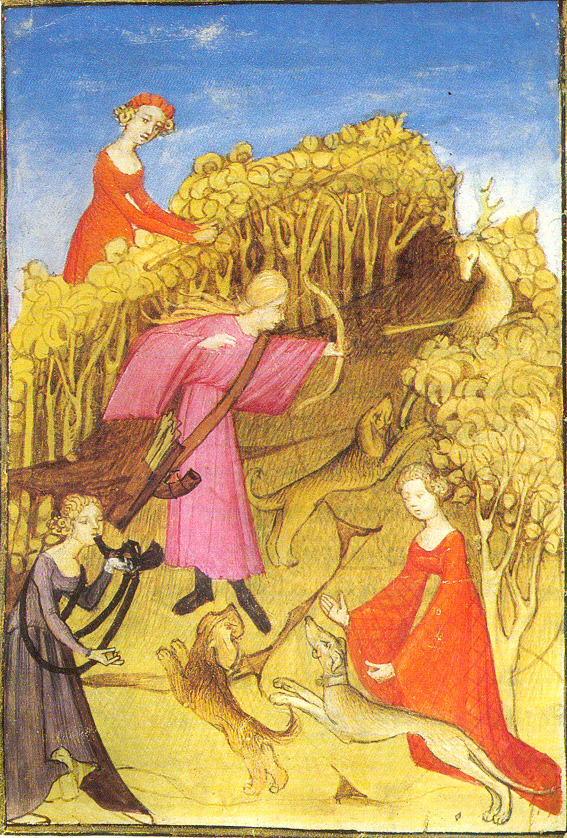
中世纪妇女狩猎。

用于狩猎的武器主要是在战争中使用的相同的弓和弩，枪或矛，剑 。短弓和长弓是最常用的武器；弩是在第一次十字军东征（公元1100年左右）时引进的，但直到15世纪下半年，弩通常不再用于狩猎。棍棒是妇女加入追捕的小型狩猎中时用来使用的，“野猪矛”也被使用过。在16世纪，火枪也被引进用来狩猎，这时传统的中世纪狩猎也开始发生变化了。

## 协助狩猎的动物

### 马
马在欧洲中世纪家庭中是最重要的动物。一个大的家庭有很多不同用途的马匹。驮马用于家庭的日常托运工作，强大的军马在中世纪晚期的英格兰可以卖到80英镑。军马一般不会用于狩猎，因为它的价值过高。用于打猎的马的品质比军马要低得多，而且比现代的马要小，但是它仍然有足够的耐力将猎人带到想去的地方，骑手也可以轻松地控制马匹走过险峻的地形。这种马对面野兽时也无所畏惧。

### 猎犬
打猎时，猎犬是必不可少的。其良好的嗅觉可以帮助猎人寻找到猎物。

### 鹰
在选择用于打猎的鹰时，优先考虑雌性，因为雌鹰相比雄鹰来说，更加容易被驯服。鹰在欧洲各地都能被捕获，来自挪威和冰岛的鹰通常被认为是质量最好的。

## 外部連結
- Bibliography of medieval hunting treatises （页面存档备份，存于） at Arlima - Archives de littérature du Moyen Âge
- Hunt Scenes in Medieval and Renaissance Works of Art （页面存档备份，存于）
- Manners, Custom and Dress During the Middle Ages and During the Renaissance Period （页面存档备份，存于）, Paul Lacroix. At gutenberg.org
- Bibliotheca Accipitraria: History of falconry: a bibliography (35 items)